# Geschichte der Reformation im Markgräflerland

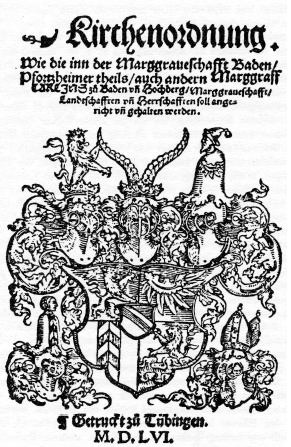
Titelblatt der Kirchenordnung von 1556

Die Geschichte der Reformation im Markgräflerland folgt weitgehend der Geschichte der Reformation in der Markgrafschaft Baden-Durlach und erreicht ihren Höhepunkt mit der Einführung einer neuen Kirchenordnung durch Markgraf Karl II. am 1. Juni 1556.

## Abgrenzung
Unter Markgräflerland werden hier nur die früher zur Markgrafschaft Baden-Durlach gehörigen der Herrschaften Rötteln und Badenweiler sowie der Landgrafschaft Sausenburg verstanden. Innerhalb dieses Gebietes gab es jedoch einige Dörfer mit katholischer Grundherrschaft, in denen auch nach Einführung der neuen Kirchenordnung das katholische Bekenntnis bestehen blieb.

## Frühe Einflüsse aus der Nachbarschaft
Der Franziskaner-Mönch Bernardin Samson forcierte in großem Stil den Ablasshandel in der Schweiz, wo er das Pendant zu Johann Tetzel in Deutschland bildete. Der Rat der Stadt Basel untersagte ihm die Tätigkeit in der Stadt.
Bereits 1517 wurden Luthers Schriften auch in Basel durch Johann Froben mit großem Erfolg gedruckt und verbreitet. Da Basel das städtische Zentrum für das Markgräflerland war, ist anzunehmen, dass die Bevölkerung bereits früh mit den neuen Gedanken in Berührung kam. 1521/1522 war Wilhelm Reublin ein führender Kopf der Schweizer Täufer in Basel tätig. 1522 erbaten Bürger von Freiburg im Breisgau vom Konstanzer Bischof – ohne Erfolg – die Erlaubnis das Abendmahl auch nach evangelischem Bekenntnis feiern zu dürfen. 1522 ließ sich Johannes Oekolampad in Basel nieder. Auch in Straßburg, wo Martin Bucer 1523 Asyl fand, fasste die Reformation früh Fuß. Schriften wie der Reformationsdialog Karsthans fanden am Oberrhein Verbreitung. Der spätere Mitreformator Berns Franz Kolb stammte aus Inzlingen, das zur Markgrafschaft gehörte. Der Reformator Johann Eberlin von Günzburg war 1523 für vier Wochen in Rheinfelden, das er auf Intervention der örtlichen Geistlichen wieder verlassen musste. 1524 schloss sich Waldshut mehrheitlich der Reformation an. 1525 setzte sich unter Balthasar Hubmaier die täuferisch gesinnte Richtung durch.
Thomas Müntzer hielt sich Ende 1524 einige Wochen in der Klettgau-Gemeinde Grießen auf, nachdem er zuvor in Basel Oekolampad besucht hatte. So wurden auch radikale Gedanken in der oberen Markgrafschaft bekannt und fanden ihren Weg in die Köpfe der Bauernschaft, die sich 1525 in ihren Artikeln auch auf diese Gedanken stützte.
In den 12 Artikeln der Bauernschaft, die auch von den Markgräflern angenommen wurden, war auch die Forderung enthalten: Freie Wahl und Absetzbarkeit des Pfarrers, der das Evangelium ohne menschlichen Zusatz predigen solle – es wurde also auch eine Forderung der Reformatoren aufgenommen.
1527 wurde Konstanz reformiert, und trat in der Folge dem Schmalkaldischen Bund bei. Nach einem Zunftaufstand trat Basel 1529 zur Reformation über.

## Die Einführung der neuen Kirchenordnung 1556
Markgraf Ernst hob 1521 das Kloster Sulzburg wegen der dort herrschenden Missstände auf. 1522 gewährte er dem evangelischen Pfarrer von Kenzingen, Jakob Otter, Asyl. Sein Hofprediger Jakob Truckenbrot war Anhänger der lutherischen Lehre.
Nach dem Passauer Vertrag (1552) führten eine Anzahl von weltlichen Herrschaften im Südwesten Deutschlands die Reformation ein. Auch Markgraf Ernst von Baden-Durlach soll Pläne dazu gehabt haben, schreckte aber vor einem möglichen Konflikt mit dem Regenten des katholischen Vorderösterreich, Erzherzog Ferdinand zurück, der wieder seine Ansprüche auf Gebiete des badischen Oberlandes anmeldete.
Markgraf Karl II. – wie sein Vetter Markgraf Philibert von Baden-Baden – setzte sich auf dem Reichstag sehr für den Augsburger Religionsfrieden von 1555 ein, der es den weltlichen Reichsständen freistellte die Reformation einzuführen. Mit dieser Absicherung und auf Drängen von Herzog Christoph von Württemberg wagte es Karl dann die Reformation auch in der Markgrafschaft Baden-Durlach durch den Erlass einer neuen Kirchenordnung per 1. Juni 1556 einzuführen.
Die Vorbereitung der Reformation und die Abfassung der Kirchenordnung wurde einer Kommission unter Vorsitz des Kanzlers der Markgrafschaft Baden (Pforzheimer Teil), Martin Achtsynit, übertragen. Mitglieder der Kommission waren der Tübinger Theologen Jacob Andreae, die sächsischen Theologen Maximilian Mörlin und Johann Stössel, sowie der Heidelberger Hofprediger Michael Diller. Nebst den Theologen gehörten der Kommission die markgräflich badischen Hofräte Johann Sechel und Georg Renz an. Achtsynit wurde auch erster Direktor des Kirchenrates; Karl selbst war Landesbischof der evangelischen Kirche und trat damit die Nachfolge der bisher jeweils für Teile seiner Herrschaft zuständigen Bischöfe von Straßburg, Speyer und Konstanz an. Die „Zerrissenheit innerhalb des evangelischen Bekenntnisses“ beeinträchtigte auch die Arbeit der Kommission. Letztlich übernahm man aus politischen Gründen weitgehend die Kirchenordnung Württembergs, die von Johannes Brenz 1553 konzipiert wurde.
Für die noch im Herbst 1556 durchgeführte erste Kirchenvisitation stellte Württemberg auch noch Jacob Heerbrand zur Verfügung, der auch an der Schlussredaktion der Kirchenordnung beteiligt war.
Für das badische Oberland ernannte Karl den Baseler Theologen Simon Sulzer zum Generalsuperintendenten. Als die Reformation in der Markgrafschaft Baden-Durlach eingeführt wurde, hatte er großen Anteil daran. Er ordinierte evangelische Prediger für dieses Gebiet und führte 1556 KirchenVisitationen durch. Thomas Grynaeus wurde 1558 als Pfarrer in Rötteln und Superintendent der Diözese Rötteln eingesetzt.
Durch häufige Visitationen sollte sichergestellt werden, dass nur noch lutherische Pfarrer tätig waren und die Kirchenordnung eingehalten wurde. Zahlreiche katholische Pfarrer wurden ausgewiesen.
Der Eifer, den Karl bei der Einführung der Reformation entwickelte, trug ihm im Volk auch den Beinamen „der Fromme“ ein. Im Jahre 1561 bekannte sich der Markgraf zur unveränderten Augsburger Konfession, anlässlich einer von Kurfürst August von Sachsen veranstalteten Zusammenkunft der Protestanten in Naumburg.
Die Bevölkerung nahm den vorliegenden Nachrichten nach zu urteilen, die von oben verordnete Reformation weitgehend passiv hin. Weder nennenswerter Widerstand noch Begeisterung sind überliefert. Für die Anhänger Zwinglis und die Täufer war die Situation kaum besser als in katholischen Gebieten.

### Basel drängt auf die Reformation in Lörrach
Nachdem die Stadt Basel das Kloster Alban übernommen hatte, stand ihr auch die diesem Kloster gehörige Kollatur für die Pfarrstelle in Lörrach zu. Nachdem diese Pfarrstelle Anfang 1556 frei geworden war, veranlasste der Antistes der Basler Kirche, Simon Sulzer, dass sein Schwager, der Pfarrer und Professor Huldreich Koch (genannt Coccius), im Januar 1556 die erste evangelische Predigt in Lörrach hielt – also vor Einführung der neuen Kirchenordnung. Erster evangelischer Pfarrer in Lörrach wurde dann noch 1556 Paul Strasser.

### Katholische Inseln in der evangelischen Markgrafschaft
Innerhalb der Markgrafschaft gab es einige Dörfer mit katholischer Grundherrschaft, in denen auch nach Einführung der neuen Kirchenordnung das katholische Bekenntnis bestehen blieb:
- Inzlingen

Der Basler Bürgermeister Heinrich Reich von Reichenstein († 1403) erhielt 1394 die Hohe Gerichtsbarkeit über Inzlingen als Lehen von Markgraf Rudolf III. von Hachberg-Sausenberg übertragen. Die Reich von Reichenstein hatten auch Lehen der Habsburger und des Fürstbistums Basel und verblieben beim katholischen Glauben, den damit auch die Bewohner ihres Dorfes beibehalten mussten. Es sind keine Streitigkeiten mit den Markgrafen hierüber bekannt.
- Ballrechten-Dottingen

Eine Sonderstellung hatten auch Ballrechten und Dottingen, die 1458 von Markgraf Karl I. von Baden den Herren von Staufen als Mannlehen übergeben wurden. Die Herren von Staufen, die zu den vorderösterreichischen Landständen gehörten, blieben beim katholischen Bekenntnis und dementsprechend auch ihre Dörfer.
Erst nachdem die Herren von Staufen 1602 ausgestorben waren, zogen die Markgrafen das Lehen wieder an sich und beide Orte wurden zusammen mit der alten Herrschaft Badenweiler verwaltet, wobei sie weiterhin katholisch blieben.
- Lörrach-Stetten

Das Dorf Stetten gehörte dem Damenstift Säckingen, das als vorderösterreichischer Landstand bei der katholischen Konfession blieb. Während in den vorgenannten Fällen keine Streitigkeiten über die Religionszugehörigkeit bekannt sind, kam es im Fall Stetten zu einem Konflikt.
Markgraf Rudolf III. von Hachberg-Sausenberg erlangte 1409 die hohe Gerichtsbarkeit über Stetten. Die Grund- und Leibherrschaft verblieben jedoch beim Stift Säckingen und die niedere Gerichtsbarkeit lag bei den Herren von Schönau. Die Markgrafen von Baden-Durlach als Erben des Hauses Hachberg-Sausenberg beanspruchten aufgrund der hohen Gerichtsbarkeit auch die Landeshoheit über Stetten. Das Haus Habsburg als Schirmvogt des Damenstifts wehrte diesen Anspruch jeweils ab. Die Gemengelage von Rechten gewann nach der Reformation in der Markgrafschaft Baden-Durlach an Brisanz.
Agatha Heggenzer von Wasserstelz war erst 1550 zur Äbtissin gewählt worden und übernahm das Stift in einem desolaten Zustand. Nachdem der Schirmvogt, Kaiser Karl V. 1558 gestorben war, sah Markgraf Karl II. eine Gelegenheit die Landeshoheit zu gewinnen. Im Dezember 1559 erging ein Schreiben des Markgrafen an die Äbtissin in dem mitgeteilt wurde, dass die Einsetzung eines evangelischen Pfarrers beabsichtigt sei. Die vorderösterreichische Regierung in Ensisheim bestritt Karl im Januar 1561 das Recht hierzu, da er nicht Landesherr sei. Als Karl im Februar 1561 dennoch einen evangelischen Prädikanten nach Stetten schickte, stand dieser vor verschlossener Kirchentür. Im April 1561 vereinbarten der durlachische Kanzler Martin Achtsynit und der vorderösterreichische Kanzler Johann Ulrich Zasius den Status quo und damit das katholische Bekenntnis in Stetten vorerst beizubehalten – eine Lösung im Prälatenstreit war zu diesem Zeitpunkt wichtiger.
Im Frühjahr 1564 kündigte der Markgraf erneut die Einsetzung eines evangelischen Pfarrers an und im November 1564 wurde auch der erste evangelische Gottesdienst gehalten – der katholische Pfarrer verließ den Ort. Auf dem Augsburger Reichstag 1566 kam es zu einem Kompromiss zwischen Kaiser Maximilian II. und dem Markgrafen. Während dem Markgrafen Steuereinnahmen zugestanden wurden, setzte sich der Kaiser bzgl. des Glaubensbekenntnisses durch. Im Dezember 1566 setzte die Säckinger Äbtissin wieder einen katholischen Priester ein, womit das zweijährige reformatorische Zwischenspiel endete. Die Frage der Landeshoheit blieb ungeklärt.

### Der Prälatenstreit
Die Reformation hatte zur Folge, dass im Herrschaftsgebiet des Markgrafen von Baden-Durlach nur noch lutherische Pfarrer zugelassen waren. Der Kirchensatz war jedoch vielfach im Besitz von katholischen Klöstern und Orden, die nun einen lutherischen Pfarrer bestellen und bezahlen sollten, was natürlich Widerstand hervorrief. Im Augsburger Religionsfrieden war dieser Fall eigentlich klar geregelt. Sie durften einerseits ihre Besitzungen in evangelischen Gebieten behalten und nutzen, mussten jedoch für den Unterhalt der evangelischen Pfarrer aufkommen. Aufgrund von Hoheitsansprüchen der Habsburger auf die oberbadischen Herrschaften glaubten die Prälaten jedoch, die Unterhaltspflicht für Pfarrer und Kirchen in der evangelischen Markgrafschaft nicht wahrnehmen zu müssen. Den Kirchenzehnt – jene Abgabe die für den Unterhalt der Pfarrer gedacht war – wollten sie gleichwohl behalten. Karl beschlagnahmte daher die Güter der Prälaten und finanzierte daraus den Unterhalt von Pfarrern und Kirchen.
Johann Ulrich Zasius handelte mit Baden-Durlach einen Kompromiss aus, nach dem die beschlagnahmten Güter freigegeben, die für die Pfarrbesoldung nötigen Mittel aber einbehalten werden durften. Die österreichischen Behörden in Innsbruck anerkannten diesen Vertrag jedoch nicht und eskalierten die Auseinandersetzung. Nachdem sich einige Prälaten mit Baden-Durlach bilateral geeinigt hatten, wurden die allgemeinen Verhandlungen auch wieder aufgenommen und führten am 24. April 1561 zum Vertrag von Neuenburg am Rhein der im Wesentlichen dem bereits von Zasius ausgehandelten Vertrag folgte.

### Die Organisation der Kirche im Markgräflerland
Das badische Oberland hatte einen eigenen General-Superintendenden, dem die vier Diözesen und deren Spezial-Superintendenden unterstanden. Zum Markgräflerland gehörten die drei Diözesen Rötteln, Schopfheim und Badenweiler. Die kirchliche Gliederung folgte jener der Verwaltungseinheiten (Herrschaft Rötteln, Herrschaft Badenweiler und Landgrafschaft Sausenburg).

### Die Säkularisation der Klöster
Im Markgräflerland gab es zum Zeitpunkt der Reformation 1556 keine bedeutenden Klöster. Das bereits 1521 von Markgraf Ernst aufgehobene und 1548 nochmals aufgelebte Benediktinerinnen Kloster Sulzburg wurde wieder aufgehoben.
Die Ableger des Klosters St. Blasien in Bürgeln, Sitzenkirch, Weitenau und Gutnau waren seit den Zerstörungen im Bauernkrieg nicht wieder aufgelebt oder bedeutungslos geblieben und stellten lediglich noch Güter des Klosters dar, die sich dieses durch seinen Vertrag vom 8. Juli 1860 mit dem Markgrafen auch weiter sicherte.
Bereits Markgraf Ernst zog das von Markgraf Karl I. 1456 gestiftete Antoniterkloster in Nimburg. 1545 ein, nachdem das Kloster verarmt und die Mönche weggezogen waren. Er ließ dort ein Spital einrichten.

### Die Volksschule – ein Kind der Reformation
Das Volksschulwesen in Baden wird als Schöpfung der Reformation angesehen. Schulen wurden aus dem Kirchzehnten finanziert, Lehrer waren vielfach die Sigristen und die Aufsicht oblag den Pfarrern.
Artikel IV. der durlachischen Kirchenordnung verpflichtete die Pfarrer jeden Sonntag den Katechismus zu lehren und zu erklären. Die Kinder sollten ihn auswendig lernen und verstehen. „Der Katechismus ist der geschichtliche Ausgangspunkt des Volksschulunterrichts gewesen.“
Dementsprechend war die Volksschule zunächst eine rein kirchliche Angelegenheit. Die Lehrinhalte wurden von der Kirche vorgegeben und kontrolliert, die Finanzierung des Schulwesens erfolgte hauptsächlich aus Mitteln der Kirche.

### Die Visitationen als Mittel im Kampf gegen Sekten
Die vormundschaftliche Regierung verfügte bereits 1577, dass in allen Herrschaften jährlich eine Generalvisitation abzuhalten sei. Die Visitationsprotokolle sollten von Theologen zeitnah gesichtet und sektiererische Tendenzen gemeldet werden. Insbesondere Täufer und Schwenkfeldianer sollten aufgespürt und zum lutherischen Bekenntnis zurückgeführt oder ausgewiesen werden. Speziell in der Diözese Rötteln gab es aufgrund der Kontakte zum nahen Basel relativ viele Täufer.

## Der Disput um die Konkordienformel
Der Herzog von Württemberg hatte das Zustandekommen der Konkordienformel gefördert und war nun als Mitglied der durlachischen Vormundschaftsregierung auch daran interessiert, dass dieses Fürstentum die Formel auch annahm. Im durlachischen Unterland und en Diözesen Hachberg und Badenweiler konnte das bei den Pfarrern auch rasch durchgesetzt werden, während es in den Diözesen Rötteln und Schopfheim erheblichen Widerstand gab.
Simon Sulzer hatte sich – insbesondere in der Auffassung vom Abendmahl – der Lehre Luthers angeschlossen und sich und die Basler Kirche damit von der reformierten Kirche der Schweiz entfernt.
In der Diskussion über die Annahme der Konkordienformel in Basel und in der Markgrafschaft traf Sulzer auf den energischen Widerstand von Johann Jakob Grynaeus, der in der Frage des Abendmahls die zwinglianische Auffassung vertrat. Aufgrund dieses Disputs kam es während der Synode der Diözese Rötteln am 29. Oktober 1577 zu keiner Entscheidung für die Konkordienformel. Stattdessen wurde in einer Petition an die verwitwete Markgräfin Anna eine neue Formel vorgeschlagen. Die von den Pfarrern verlangte Zusendung des Buches mit der Konkordienformel (Solida Declaratio) erfolgte nicht und in der neu anberaumten Synode vom 29. Oktober 1577 drohte der Superintendent der Diözese Hochberg, Ruprecht Dürr, dass jeder der die Formel nicht unterschreibe in der Markgrafschaft nicht mehr geduldet werde. Obwohl die Anführer der Opposition nicht anwesend waren und angesichts der Drohungen leisteten die Pfarrer nur eine bedingte Unterschrift unter die Konkordienformel und 10 Pfarrer unterzeichneten gar nicht. Bei der Kirchenvisitation im Mai 1578 gelang es Johann Herbrand eine Anzahl Pfarrer zu einer unbedingten Unterschrift zu überreden und die Fürsprache des Basler Bürgermeisters schützte die bei der bedingten Unterschrift verbleibenden weitgehend vor negativen Folgen. Zu diesen gehörte auch der Binzener Pfarrer und Dichter Paul Cherler, der seine anfänglich oppositionelle Haltung aber mit der Einbuße von Karrierechancen bezahlte. Von den Verweigerern jeder Unterschrift ist bekannt, dass der Pfarrer von Maulburg eine neue Anstellung in Riehen bekam. Der Schopfheimer Superintendent, Christoph Eichinger, wanderte aus und fand im elsässischen Mülhausen eine neue Stelle.
Es fehlte wohl an höchster Stelle der Wille zu einer konsequenten Durchsetzung, da auch die beiden älteren Söhne von Markgraf Karl, Ernst Friedrich und Jakob die Unterschrift verweigerten, was dem Einfluss des Hofpredigers Georg Hanfeld und dessen Nachfolger Pistorius zugeschrieben wird, der später wegen seiner reformierten Ansichten entlassen wurde. Die Vormünder handelten für die Prinzen, die jedoch auch 1584 bei der Regierungsübergabe an sie die Konkordienformel für sich nicht akzeptierten, obwohl sie formal alle Handlungen der Vormundschaftsregierung sanktionierten.
Die Konversion von Markgraf Ernst Friedrich, der sich 1599 zum Calvinismus bekannte, ließ das badische Oberland unberührt, da Ernst Friedrich 1595 seine vormundschaftliche Regierung für den jüngsten Bruder, Georg Friedrich beendet hatte und Georg Friedrich – der die Oberlande geerbt hatte – immer fest beim lutherischen Bekenntnis blieb.
Nach dem Übertritt seines Bruders Ernst Friedrich zum Calvinismus errichtete der strenge Lutheraner Georg Friedrich in seiner kleinen Residenz Sulzburg sogar ein eigenes Gymnasium um bei der Ausbildung der Pfarrer von dem nunmehr reformierten Gymnasium in Durlach unabhängig zu sein. Unter Georg Friedrich wurde auch die Konkordienformel durchgesetzt und von der lutherischen Linie abweichende Pfarrer wurden entlassen.

## Die Abkehr von Basel
Analog zur politischen Abkehr der Freien Reichsstadt Basel vom Heiligen Römischen Reich und ihrer Zuwendung zur Schweiz (1503 Beitritt von Basel zur Eidgenossenschaft) erfolgte auch auf religiösem Gebiet nach dem Tod von Simon Sulzer (1585) unter Jakob Grynäus eine Hinwendung zur reformierten Kirche der Schweiz, die mit dem Beitritt Basels zur Zweiten Helvetischen Konfession (1589) ihren Abschluss fand und zu einer Abgrenzung zur Markgrafschaft Baden-Durlach führte.
Bereits vor Sulzers Tod war der Einfluss von Grynäus gestiegen und die Überzahl der schweizerischen Theologiestudenten an der Universität Basel sowie ein Anteil der Professoren waren Zwinglianer. Die baden-durlachische Vormundschaftsregierung sandte daher die Theologiestudenten aus der Markgrafschaft schon seit 1579 nicht mehr nach Basel, sondern nach Tübingen. Damit waren die religiösen Bande zwischen Markgräflerland und Basel gekappt.

### Die Kirchenordnung von 1556
- Kirchenordnung wie die inn der Marggraveschafft Baden, Pfortzheimer theils, auch and. Marggrff. Carlins ... soll gehalten werden; Tübingen 1556 online bei Bayerische Staatsbibliothek digital

### Konkordienbuch
- J. T. Müller: Die symbolischen Bücher der evangelisch-lutherischen Kirche, deutsch und lateinisch. Gütersloh 1876, 4. Auflage. Digitalisat der BSB München
- Concordia: christliche, widerholete, einmütige Bekentnus nachbenanter Churfürsten, Fürsten und Stende Augspurgischer Confession und derselben Theologen Lere und Glaubens. Mit angeheffter, in Gottes Wort, als der einigen Richtschnur, wohlgegründter Erklerung etlicher Artickel, bey welchen nach Martin Luthers seligen absterben Disputation und Streit vorgefallen ... Konkordienbuch Ausgabe 1580 in der Google-Buchsuche